# 1790
1790 (MDCCXC) je bilo navadno leto, ki se je po gregorijanskem koledarju začelo na petek, po 11 dni počasnejšem julijanskem koledarju pa na torek.

## Dogodki
- Mikloš Küzmič napiše učbenik ABC kni'zicza.

## Rojstva
- 3. marec - John Austin, angleški pravnik in filozof prava († 1859)
- 23. maj - Jules Dumont d'Urville, francoski kontraadmiral, raziskovalec († 1842)
- 17. november - August Ferdinand Möbius, nemški matematik, astronom († 1868)
- 23. december - Jean-François Champollion, francoski jezikoslovec in egiptolog († 1832)

## Smrti
- 19. marec - Džezajirli Gazi Hasan Paša,  osmanski general, veliki admiral in veliki vezir (* 1713)
- 17. april - Benjamin Franklin, ameriški fizik, pisatelj, državnik (* 1706)
- 17. julij - Adam Smith, škotski ekonomist, filozof (* 1723)